# Serviço (igreja)

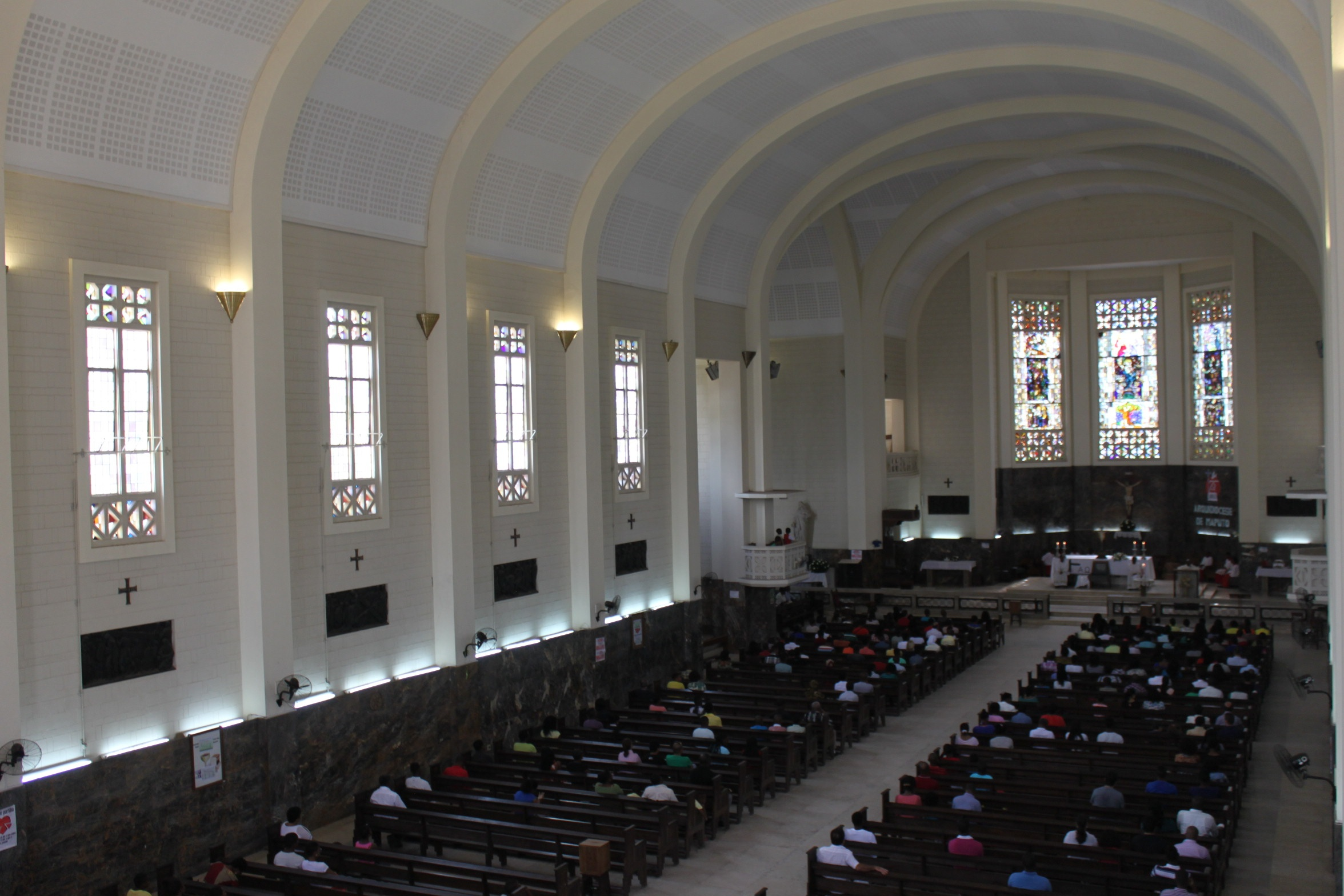
Serviço na Catedral Metropolitana de Nossa Senhora da Conceição de Maputo, Igreja Católica em Moçambique.

Um serviço é uma cerimônia cristã que acontece em uma igreja.

## Origens

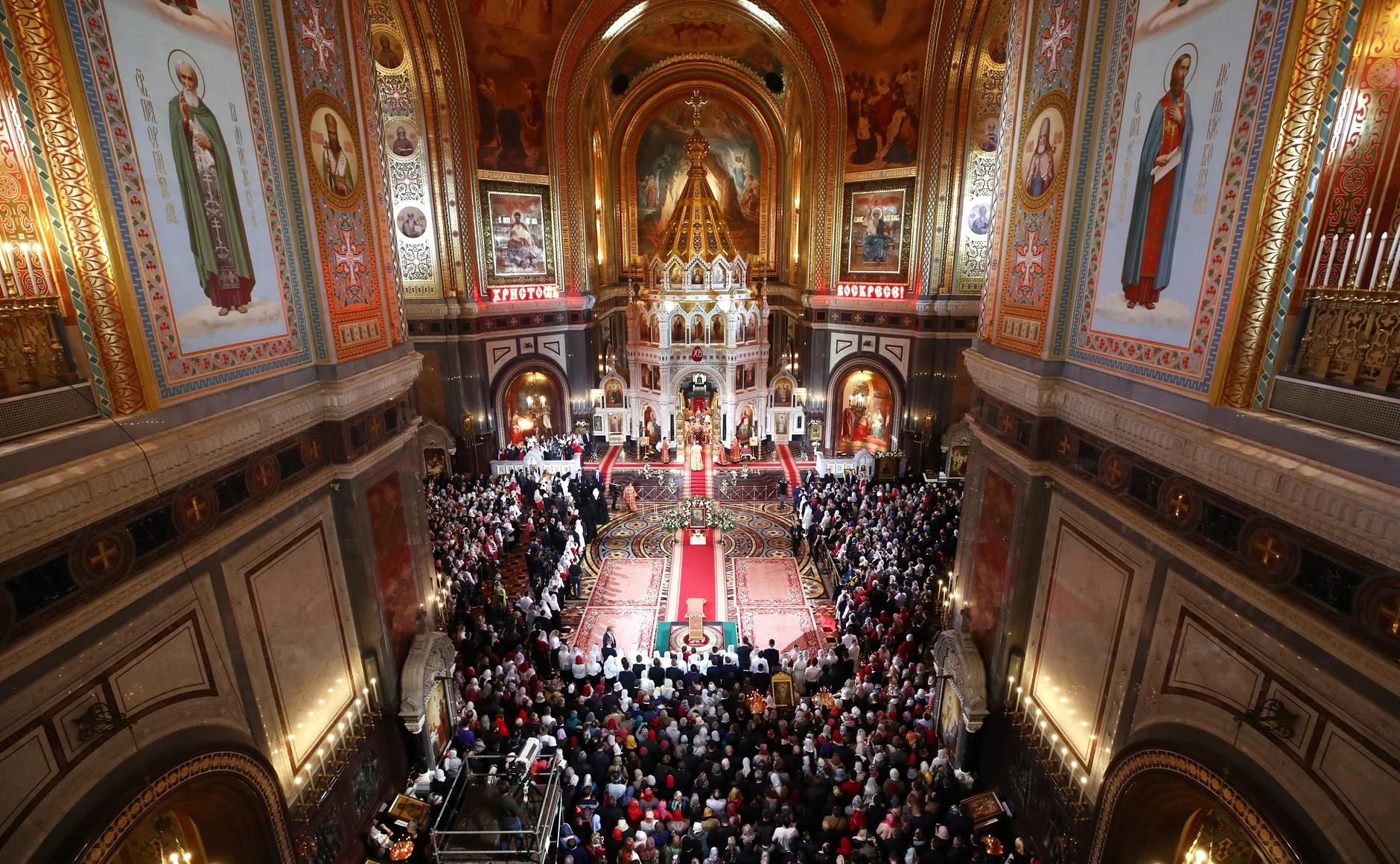
Serviço de Páscoa na Catedral de Cristo Salvador de Moscou, Igreja Ortodoxa Russa

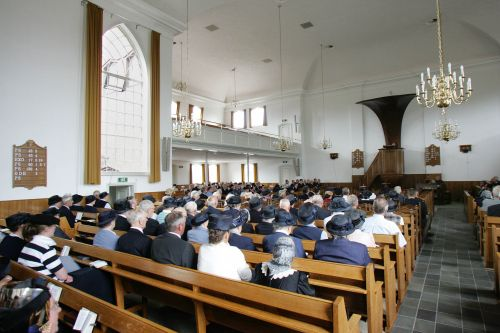
Serviço à Igreja Reformada Holandesa de Doornspijk

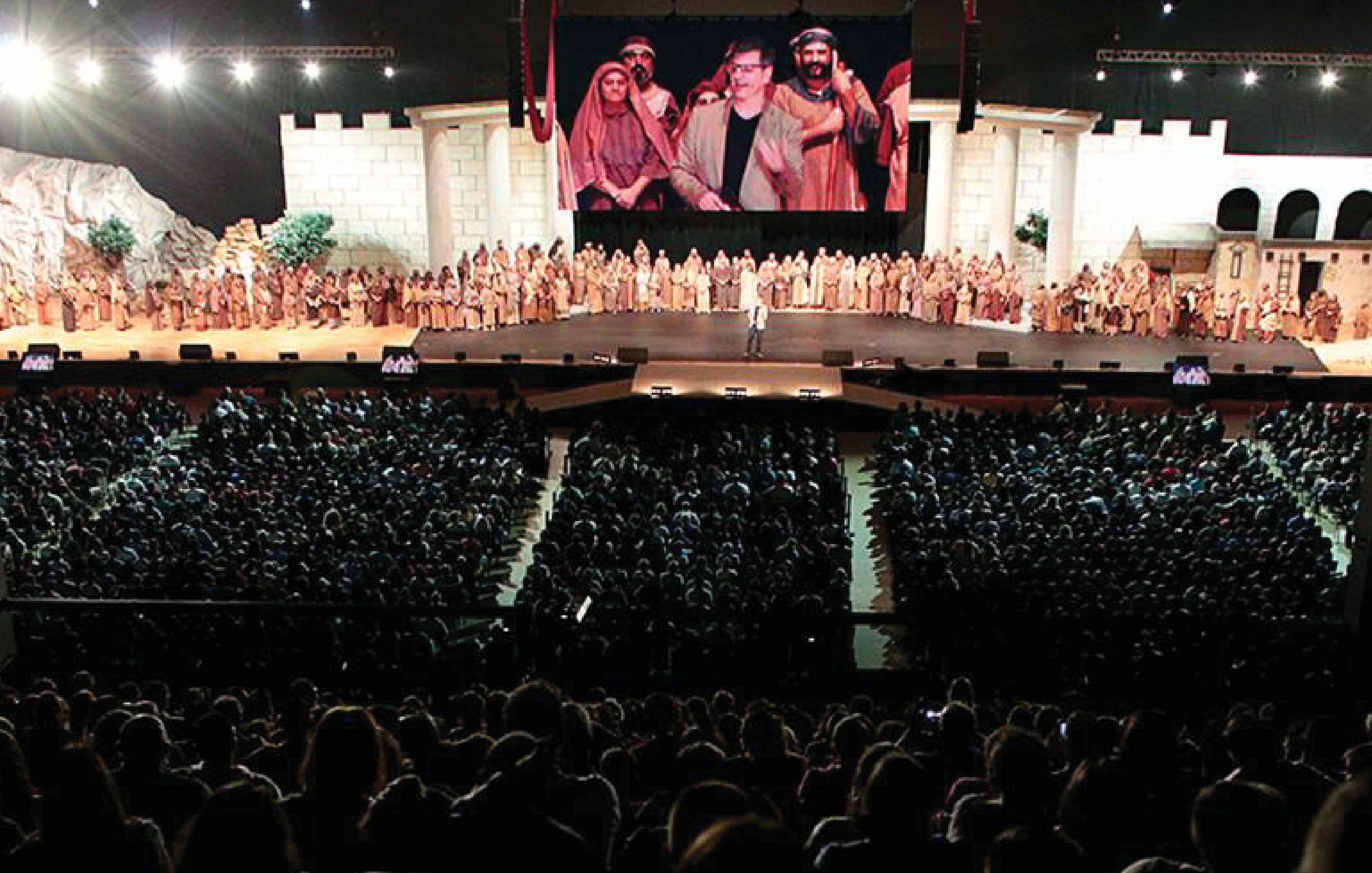
Mostra sobre a vida de Jesus em Igreja da Cidade, São José dos Campos, Convenção Batista Brasileira

Um serviço é uma cerimônia cristã que tem suas origens no culto judaico. Na Bíblia, Jesus se reuniu com seus discípulos para compartilhar ensinamentos em diferentes ocasiões, orar e cantar hinos. Na Primeira Epístola aos Coríntios, Paulo de Tarso mencionou que a principal reunião cristã era realizada no domingo para o serviço religioso, que é o dia da  ressurreição de Jesus Cristo e que deve conter louvor, ensino (sermão), oração, oferta, e o Santa Ceia. Em Atos dos Apóstolos, é mencionado que os cristãos também se reuniam nos dias de semana para outras ocasiões, como o ensino da Bíblia e orações.

## Serviços especiais
Há serviços de igreja em eventos especiais, como apresentação da criança, batismo, casamento, ordenação ou consagração pastoral, durante funeral e em feriados cristãos, como Natal.

## Formas diferentes

### Catolicismo
No catolicismo, o serviço regular é chamado missa e é enquadrada pela liturgia católica. Acontece em uma Igreja e é dirigido por um padre.

### Cristianismo Ortodoxo
No cristianismo Ortodoxo, o serviço regular é chamado missa e é enquadrado por liturgia. Acontece em uma  Igreja e é dirigido por um padre ortodoxo.

### Protestantismo
No protestantismo, o serviço regular é chamado de culto e é enquadrado pela liturgia (liturgia anglicana, liturgia luterana, liturgia presbiteriana). Acontece em um templo e é dirigido por um  pastor.

### Cristianismo Evangélico
No cristianismo evangélico o serviço regular é chamado serviço, celebração ou culto, e é visto como um ato de adoração por Deus na vida da igreja. Não há liturgia, o conceito de culto é mais informal. Geralmente consiste em duas partes principais, o louvor liderado por um líder de louvor e o sermão proferido por  pastor. Algumas igrejas têm cultos com música cristã tradicional, outras com música cristã contemporânea, e algumas oferecem ambos em serviços separados.